# オスカー1号

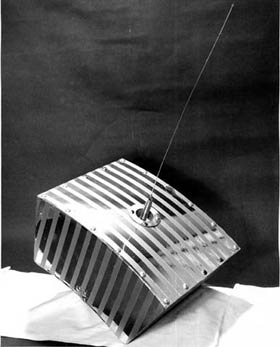
OSCAR-1

オスカー1号(OSCAR-1)は、1961年にアメリカ合衆国で打ち上げられた世界初のアマチュア衛星である。
2mバンド（144MHz帯、当時は144～148MHz）で、モールス信号の HI（「笑い」を意図する電信略号）の繰り返しをビーコンとして送出するだけの衛星ではあったが、米ソ二大国が威信をかけて宇宙開発を競うなかでアマチュア無線家の手作り衛星が宇宙に送られたということで話題になり、メディアも「税金を使わない衛星」などとして取り上げた。当時の2mバンドは、まだ広く市販されたリグなど無く、一部の技術力のあるアマチュア無線家（プロの通信エンジニアが趣味でアマチュア無線をやっているなど）以外は利用できる状況ではなく、また低軌道の宇宙無線通信であるから通常の地上局間の通信に使うローテーターに加え、仰角の制御も含めた追尾が必要であったわけだが、それでも世界の28カ国570人のアマチュア無線家からの受信報告が寄せられた。
続いて1962年に打上げられたオスカー2号（en:OSCAR 2）は、本機の経験が反映されているが基本的には同型の、直接の後継機である。その後、Project OSCARは3号と4号も打ち上げた。

## 衛星の概要
- 打ち上げ：1961年12月12日 ヴァンデンバーグ空軍基地
- ロケット：ソー・アジェナB（ピギーバック衛星として）
- 本務衛星: （偵察衛星）ディスカバラー36号（en:Discoverer 36, あるいはCorona 9029。コロナ (人工衛星) の記事も参照のこと）
- 軌道：低軌道 245km×474km、軌道傾斜角81.2度
- 運用終了：1962年1月1日 電池の消耗による発信の停止（充電能力は無かった）
- 計画：「Project OSCAR」と名乗った、数名のアマチュア無線家グループ
- 開発：同グループの一員の Lance Ginner（K6GSJ）が主に担当した
- 形状：アジェナの側面に埋め込まれたため曲面をもった箱型
- 質量：約5kg
- 機能：モールス符号によるビーコン(HI)を144.983MHzで送信（出力約140mW）。キーイング速度が衛星内部の温度に応じて変わるようになっているという、ごく単純だがテレメータの機能がある[3]。

## 注
1. ↑  その後（日本の場合は警察無線に割譲する形で）狭くなっている
2. ↑  実際のところ、大々的に宣伝される「威信をかけた宇宙開発」よりも、本機が相乗りした本務の衛星が偵察衛星だったように「秘密の宇宙開発」のほうがより実際は熾烈だったかもしれない。
3. ↑  熱の問題は、対流による熱移動や、伝導によって熱を外部に捨てることができない宇宙機では、ほぼ最初の問題である